# Sergio Pent
Sergio Pent (Sant'Antonino di Susa, 23 agosto 1952) è un critico letterario e scrittore italiano.
È stato critico letterario per Tuttolibri e per L'unità. A partire dal 1988 ha pubblicato diversi romanzi come: La cassetta dei trucchi (1986), Le nespole (1987), L'ultimo circo (1997), Il custode del museo dei giocattoli (2001), (vincitore del Premio "Città di Penne" e del Premio il Molinello, oltre che finalista al premio Alassio al premio Strega e al premio Via Po) e Un cuore muto (2005) (insignito del Premio Volponi, e finalista al Premio Castiglioncello), scrive inoltre quelli che sono definiti i "Chicchi", ovvero piccoli libri di 20/30 pagine che raccontano storie molto semplici e brevi, infatti il nome viene da questa caratteristica, poiché sono "piccoli come chicchi di caffè, di sale, di zucchero".

## Opere
- Il custode del museo dei giocattoli (2000)
- Un cuore muto (2005)
- Il cellulare (2008)
- La gondola (2013)
- La casa delle castagne (2013)
- Piove anche a Roma (2013)
- La nebbia dentro (2015)
- I muscoli di Maciste (2015)

## Il cellulare
Il cellulare è un romanzo d'analisi che Pent scrive nel 2008. Non fa parte di nessuna sua raccolta, se non che quella dei "Chicchi". Il testo narra di Matteo, un ragazzo di 11 anni che per la prima volta incontra il personaggio della morte, quella di suo padre, che ha un grave tumore. Il giorno del suo funerale però Matteo non si rende conto di quello che sta accadendo nella sua mente si alternano momenti di pensieri, ricordi, e soprattutto spera che tutto questo sia uno scherzo e che da un momento all'altro sbuchi da un angolo suo padre sorridente che lo abbraccia, e infatti alla fine del racconto, dopo che viene sottolineato il rapporto tra padre e figlio, quando tutta la famiglia andava in montagna in Val Troncea con il camper e il padre suonava sempre il clacson ad ogni curva, e Matteo e suo fratello maggiore Fulvio piangevano dal ridere, e anche la mamma si divertiva molto; Matteo quindi prova a chiamare il padre, con il suo nuovo telefono che gli è stato regalato prima della cresima dal padre, e aspetta che il suo papà risponda.

### La figura del cellulare
Il cellulare è un elemento che ricorre durante tutto il brano, in particolare in alcuni punti specifici. Matteo si sente più "importante" da quando ha questo oggetto, perché lo fa sembrare più grande e serio, inoltre viene sottolineato il fatto che anche suo papà lo usava molto spesso per affari di lavoro e chiacchierate con gli amici, e in primo luogo che lo caricava tutte le sere per far si che fosse sempre carico per tutte le esigenze, e come ci dice la fine del racconto, Matteo rispetta rigorosamente questa regola e lascia in carica il cellulare del padre. Inoltre è presente la figura del cellulare quando Matteo sta per entrare in chiesa, e suo fratello Fulvio gli dice di spegnerlo, ma lui non lo fa perché crede che il padre da un momento all'altro possa chiamarlo per dire a tutti quanti i presenti che era uno scherzo.

### Le emozioni e il punto di vista
Nel racconto Pent sottolinea e si concentra particolarmente sulle emozioni che Matteo prova nei diversi luoghi e tempi, e usa la funzione del ricordo per farle trasparire. Il punto di vista è quello del bambino e i suoi pensieri sono espressi attraverso il discorso indiretto libero e la focalizzazione interna. così che il lettore si identifichi nel bambino. Nel pezzo del funerale in particolare viene impiegato il flashback, che serve per far venire a galla i pensieri e i ricordi di Matteo di quando era piccolo per ricostruire la storia di famiglia.